# Агабабян, Шаварш Минасович
Шаварш Минасович Агабабян (1900—1967) — армянский и советский геоботаник (луговед), специалист по кормовым растениям, доктор сельскохозяйственных наук (1945), профессор (1947). Заслуженный деятель науки СССР (1960).

## Биография
Родился 7 (20) декабря в Каракилисе (Кировакан). В 1925 окончил сельскохозяйственный факультет Тифлисского политехнического института со званием агронома.
Он скончался 31 октября в Ереване.

## Работа
В 1927—1937 годах работал в Москве во Всесоюзном институте Керера. В 1949—1951 годах он был директором Ереванского научно-исследовательского института Керхайтмана, а в 1956—1967 годах — заведующим отделом пастбищ и лугов НИИ животноводства и ветеринарной медицины.
Работал: 1926—1927— руководителем партии по обследованию лугов и пастбищ Зангезурского и Мегринского уездов Армянской ССР.
1927—1937— в Всесоюзном институте лугов (впоследствии Институте кормов) в Москве, сначала в экспедиции по изучению лугов, затем в отделе лугов и пастбищ; с 1937 переехал в Армению (г. Ереван) и заведывал отделом кормодобывания Республиканской опытной станции животноводства, после ее реорганизации — эаведывающим сектором луговедения и луговодства Института животноводства Академии наук Армянской ССР (1947).

### Ученые степени
Кандидат биологических наук (1936, без защиты диссертации); доктор сельскохозяйственных наук (1946, диссертация «Пути создания устойчивой кормовой базы в районах племенного животноводства Армении», рукопись, защищена в Академии наук Армянской ССР).

## Исследования
Агабабян изучал биологические особенности луговых и пастбищных кормовых культур, кормовую базу животноводства АССР, занимался вопросами ее совершенствования.
Изучал: 1928 — луга и болота верховьев р . Волги; 1929—тоже бассейна р . Мологи; 1930 — сенокосы и пастбища Уральской области и Западно й Сибири; 1931—1932— кормовые угодия Узбекской ССР; 1934—тоже горного массива Алагез; 1936 — тоже Азово-Черноморского края.

## Награды
Агабабян был удостоен Государственной премии СССР (1951) за 1-й том работы «Кормовые растения сенокосов и пастбищ СССР». Награжден орденом Трудового Красного Знамени, золотой и серебряной медалями ВДНХ СССР.
На Всесоюзной сельскохозяйственной выставке в Москве в 1940 награжден малой серебряной медалью. Награжден медалями: — 10 — АГАМ0В «За трудовую доблесть») (1940) и «За трудовую доблесть в Великой отечественной войне» (1946). Работы А. посвящены характеристике кормовых угодий и растений Узбекской и Армянской ССР. А.— участник сводки: «Кормовые растения естественных сенокосов и пастбищ СССР» (1937).

## Список работ
1. [Совместно с Работновым, Т. А. и Лариным, И. В.] . Над чем работает Институт кормов. Сов. бот. 6, 1933, стр. 108—114.
2. За широкое внедрение в культуру дикорастущих. Семеноводство 2, 1934, стр. 68—71.
3. [Совместно с Гранитовым, И. И. и Касименко, М. А.] . Кормовая характеристика наиболее распространенных дикорастущих растений Узбекской ССР. Ташкент , 1934.
  1. [Совместно с Лариным, И. В., и др.]. Кормовые растения естественных сенокосов и пастбищ СССР. Л. , 1937, стр. 1—944.
4. Почвенные разности Аэово-Черноморского края. Вестник Крайисполкома. Ростов Д. , 1937.
5. [Совместно с другими]. Типы территории Азово-Черноморского края. Землеведение XL , 1, 1938, стр. 23—32; 2, 1938, стр. 186—192.
6. Изменения в растительном покрове и в почвенном поглощающем комплексе в связи с напряженностью аллювиального процесса под влиянием деллювиального процесса и с возрастом луга. Сб. научных работ Бот . о-ва Армянск . ССР 2, 1939, стр. 87—102.
7. Опыт получения устойчивого высокого урожая сена на горных лугах Армении. Вестник с.-х. науки, Кормодобывание 2, 1941, стр. 18—21.
8. Меры борьбы с Danthonia calycina. Справочник карантинных растений. М., 1941.
9. Организация правильного содержания скота на горных пастбищах Армении. Госиздат Арм. ССР. Ереван , 1941.
10. Улучшение сенокосов и пастбищ Армянской ССР. Госиздат Арм. ССР. Ереван, 1941 [на армянск . яз.].